# ان‌جی‌سی ۲۴۶۷
ان‌جی‌سی ۲۴۶۷ (انگلیسی: NGC 2467) با نام مستعار «سحابی جمجمه و استخوان‌های متقاطع»، یک منطقهٔ ستاره ساز است که ظاهر آن گاهی به شکل یک مندریل رنگارنگ نیز تشبیه شده است. این شامل مناطقی است که در آن ابرهای بزرگ گاز هیدروژن ستارگان جدید را پرورش می‌دهند.این منطقه یکی از مناطقی بود که در کتاب جهان هابل: بزرگ‌ترین اکتشافات و آخرین تصویرهای نوشته ترنس دیکینسون به نمایش درآمد.[5][nb ۱]